# Kolchida
Kolchida (gruzínsky კოლხეთი, kolcheti; starořecky Κολχίς, Kolchís) je antický řecký název historické oblasti na území Gruzie. Ve starověké geografii se rozkládala na břehu Černého moře, v blízkosti tří oblastí Kavkazu, dnes západní části Gruzie.
V rámci řecké mytologie byla domovem krále Aiéta a jeho dcery Médeie. V proslulém a rozsáhlém mýtu o Argonautech a Iásonovi se stala cílem velké výpravy pro Zlaté rouno, proslulé z příběhu Frixa a Hellé.

## Dějiny
Určitý stupeň státního útvaru je potvrzen od 13. století př. n. l..  Koncem 6. století př. n. l. Kolchidu dobyl perský šáh Dareios I. a přičlenil ji k 19. perské satrapii. Od porážky Persie Alexandrem Velikým se oblast stala opět nezávislou. V 11. století se stala základem Gruzínského království. V druhé polovině 17. století se oblast dostala pod vliv Osmanské říše. V první polovině 19. století oblast ovládlo Ruské impérium.

## Demografie
Kolchida bylo mnohonárodnostní království, jehož obyvatelstvo náleželo k některému ze zakavkazských kmenů a osídlilo pobřeží Černého moře. Jednotlivé kmeny byly mezi sebou příbuzné, přesto byly poměrně rozdílné. Mezi nejdůležitější kmeny patřily:
- Machelonové
- Lazové
- Tabalové
- Tibarenové
- Mossynoekové
- Makronésové
- Moskové
- Marresové
- Apsilové
- Sanigebové
- Svanové
- Gelonové
- Melanchlenové
- Heniochové
- Zydretaté
- Chalybesové